# Московский счёт
«Московский счёт» — литературная премия в области поэзии. Вручается с 2003 года по инициативе Евгения Бунимовича как премия, отражающая коллективную оценку событий в поэтической жизни Москвы сообществом московских поэтов. Название премии должно отсылать к истории про «гамбургский счёт», рассказанной Виктором Шкловским в одноименной статье (1928): будто бы цирковые борцы в дореволюционной России боролись друг с другом согласно предварительной договорённости о том, кто и когда победит, — однако раз в году встречались в Гамбурге, вдалеке от своей публики, и боролись по-настоящему, чтобы выяснить, кто из них на самом деле сильнее; смысл образа Шкловского — в том, что подлинную цену искусству знают именно профессионалы искусства.
В список для голосования включаются написанные на русском языке авторские книги здравствующих авторов (независимо от места проживания), выпущенные московскими издательствами на протяжении года (в 2010 г. в список вошло 121 издание). В голосовании участвуют отобранные организаторами московские поэты, представляющие все направления и поколения. Автор книги, набравшей большинство голосов, получает Большую премию «Московский счёт»; Малая премия вручается набравшей наибольшее число голосов первой книге автора (при первом вручении премии эта номинация предназначалась книге молодого поэта). Специальной премией в некоторых случаях награждаются книги, которых отделили от победителей лишь несколько голосов. Почётные дипломы получают авторы книг, вошедших в первую десятку, и их издатели.

## Лауреаты

### 2003
Большая премия — Елена Фанайлова, книга стихов «Трансильвания беспокоит» (издательство «ОГИ»)
Малая премия — Станислав Львовский, книга стихов, прозы и переводов «Три месяца второго года» (издательство «АРГО-РИСК»)
Премия за лучший дебют — Инга Кузнецова, книга «Сны-синицы» (издательство «Независимая газета», 2002).

### 2004
Большая премия — Максим Амелин, книга стихов «Конь Горгоны» (издательство «Время»)
Малая премия — Дмитрий Тонконогов, книга стихов «Тёмная азбука» (издательство «Emergency exit»)
Яна Токарева, книга стихов «Тёплые вещи» (издательский дом «Юность»)

### 2006
(за книги 2005 года)
Большая премия — Мария Галина, книга стихов «Неземля» (издание журнала поэзии «Арион»)
Малая премия — Марианна Гейде, книга стихов «Время опыления вещей» (издательство «ОГИ»)

### 2007
(за книги 2006 года)
Большая премия — Юлий Гуголев, книга стихов «Командировочные предписания» («Новое издательство»)
Малая премия — Александр Сорока, книга стихов «Тутырь» (издательство «Воймега»)

### 2008
(за книги 2007 года)
Большая премия — Ирина Ермакова, книга стихов «Улей» (издательство «Воймега»)
Малая премия — Фёдор Сваровский, книга стихов «Все хотят быть роботами» (издательство «АРГО-РИСК»)

### 2009
(за книги 2008 года)
Большая премия — Сергей Гандлевский, книга стихов «Опыты в стихах» (издательство «Захаров»); Мария Степанова, книга стихов «Проза Ивана Сидорова» («Новое издательство»)
Малая премия — Дмитрий Кузьмин, книга стихов «Хорошо быть живым» (издательство «Новое литературное обозрение»)
Специальная премия — Михаил Айзенберг, книги «Переход на летнее время» («Новое литературное обозрение») и «Рассеянная масса» («Новое издательство»); Мария Ватутина, книга «Девочка наша» («Элит»).

### 2010
(за книги 2009 года)
Большая премия — Дмитрий Веденяпин, книга стихов и эссе «Между шкафом и небом» (издательство «Текст»)
Малая премия — Александр Переверзин, книга стихов «Документальное кино» (издательство «Воймега»)

### 2011
(за книги 2010 года)
Большая премия — Владимир Гандельсман, книга стихов «Ода одуванчику» (Центр современной литературы «Русский Гулливер»)
Малая премия — Ната Сучкова, книга стихов «Лирический герой» (издательство «Воймега»)

### 2012
(за книги 2011 года)
Большая премия — Иван Волков, книга стихов «Стихи для бедных» (издательство «Воймега»)
Малая премия — Кирилл Корчагин, книга стихов «Пропозиции» (издательство «АРГО-РИСК»)

### 2013
(за книги 2012 года)
Большая премия — Николай Звягинцев, книга стихов «Улица Тассо» (издательство «Новое литературное обозрение»)
Малая премия — Григорий Петухов, книга стихов «Соло» (издательство «Воймега»)
Специальная премия — Ирина Ермакова, книга стихов «Алой тушью по черному шелку» (издательство «ОГИ — Б. С. Г.-Пресс»)

### 2014
(за книги 2013 года)
Большая премия — не присуждена (специальные премии вручены набравшим одинаковое число голосов Марии Галиной, Анне Глазовой и Светлане Кековой)
Малая премия — Денис Ларионов, книга стихов «Смерть студента» (издательство «АРГО-РИСК»)

### 2015
(за книги 2014 года)
Большая премия — Ирина Ермакова, книга «Седьмая» (издательство «Воймега»)
Малая премия — Юрий Цветков, книга «Синдром Стендаля» (издательство «ОГИ»)
Специальные премии — Екатерина Соколова, книга «Вид» (издательство Tango Whiskyman) и Виталий Пуханов, книга «Школа милосердия» (издательство «Новое литературное обозрение»)

### 2016
(за книги 2015 года)
Большая премия — Василий Бородин, книга «Лосиный остров» (издательство «Новое литературное обозрение»)
Малая премия — Артём Верле, книга «Хворост» (издательство «АРГО-РИСК»)
Специальные премии — Михаил Айзенберг, книга «Справки и танцы» (Новое издательство), и Олег Чухонцев, книга «Уходящее из — выходящее за» (издательство ОГИ)

### 2017
(за книги 2016 года)
Большая премия — Михаил Айзенберг, книга «Шесть» (издательство «Время»)
Малая премия — Ксения Чарыева, книга «На совсем чужом празднике» (издательство «АРГО-РИСК»)
Специальные премии — Геннадий Каневский, книга «Сеанс» (издательство ТГ «Иван-чай»), Андрей Чемоданов, книга «Ручная кладь» (издательство «Воймега») и Сергей Шестаков, книга «Короткие стихотворения о любви» (издательство «Водолей»)

### 2018
(за книги 2017 года)
Большая премия — Михаил Айзенберг, книга «Скажешь зима» (М.: Новое издательство, 2017)
Малая премия — Ирина Котова, книга «Подводная лодка» (М.: Воймега, 2017)
Специальные премии — Ирина Евса, «Лифт». М.: Воймега, 2017; Мария Степанова, «Против лирики». М.: АСТ, 2017.

### 2019
(за книги 2018 года)
Большая премия — Олег Чухонцев, книга «Гласы и глоссы: Извлечения из ненаписанного» (М.: ОГИ, 2018)
Малая премия — Дмитрий Гаричев, книга «После всех собак» (М.: Книжное обозрение (АРГО-РИСК), 2018)
Специальные премии — Дмитрий Веденяпин. «Птичка». М.: Воймега, 2018; Александр Кабанов. «Русский индеец». М.: Воймега, 2018; Андрей Сен-Сеньков. «Стихотворения, красивые в профиль». М.: Новое литературное обозрение, 2018.

### 2020
(за книги 2019 года)
Большая премия — Михаил Гронас, книга «Краткая история внимания» (М.: Новое издательство, 2019)
Малая премия — Евгения Вежлян, дебютная книга «Ангел на Павелецкой» (М.: Воймега, 2019)
Специальные премии — Наталия Азарова. «Революция и другие поэмы». М: ОГИ, 2019; Юлий Гуголев. «Мы — другой». М.: Новое издательство, 2019; Геннадий Каневский. «Всем бортам». М.: Белый ветер (Tango Whiskyman), 2019; Олег Чухонцев. «и звук и отзвук: из разных книг». М.: Рутения, 2019.

### 2021
(за книги 2020 года)
Большая премия — Василий Бородин (посмертно) за книгу «Клауд найн» (М.: Центрифуга, Центр Вознесенского, 2020), которая вышла при жизни автора; Евгения Риц за книгу «Она днём спит» (М.: Русский Гулливер; Центр современной литературы, 2020)
Малая премия — Евгения Ульянкина, дебютная книга «Как живое» (М.: Воймега, 2020).
Специальные премии — Михаил Айзенберг. Посмотри на муравьёв. М.: Новое издательство, 2020; Иван Ахметьев. Лёгкая книжка. М.: всегоничего, 2020; Юлий Гуголев. Волынщик над Арлингтоном. М.: ОГИ, 2020.

### 2022
В декабре 2022 года инициатор премии Евгений Бунимович вышел из её оргкомитета.

## Критика
В январе 2019 на Полит.ру была опубликована статья поэтессы Екатерины Горбовской «Логика непрофессионала». Критике подверглась система, при которой в список для голосования автоматически включаются все книги, изданные в течение года московскими издательствами:
И что самое неприятное, вашу книгу включают в список книг-участников без вашего на то согласия, только на том основании, что она вышла в Москве в отчётный период
Екатерина Горбовская утверждает, что существующая система отбора, при которой в список участников включают авторов, не получив от них ни согласие на участие их книг в конкурсе, ни согласие на обнародование касающейся их информации, ни (прежде всего) согласие с условиями конкурса, противоречит положению о  неимущественных (моральных) правах автора, предусмотренных Авторским правом.  
Также, по мнению автора статьи, голосующие за лучшую книгу года не имеют возможности ознакомиться со всеми книгами, включёнными в список для голосования. Таким образом, статья на Полит.ру ставит под сомнение правомерность включения в конкурс книг, которые в силу объективных технических причин априорно в нём не участвуют:
…каким образом те, кто голосуют за «лучшую поэтическую книгу года», могли прочитать все книги в списке, представленном им для голосования, если в списке порядка ста пятидесяти книг, из коих руками они держали и глазами видели только <…> Как они могут голосовать за все остальные, если они даже не подозревали об их существовании до того момента, пока по электронной почте им не прислали этот список, по которому нужно проголосовать «завтра»?